# Lake McDonald
Lake McDonald is het grootste meer in het Glacier National Park in de Amerikaanse staat Montana, aan de westzijde van de Continental Divide. Het meer is ongeveer 16 kilometer lang en is maximaal 1.6 kilometer breed.
In het meer leeft de rode zalm en verschillende soorten forel, waaronder de Amerikaanse meerforel en de regenboogforel.
- Library of Congress Control Number: sh92001412
- Nationale Bibliotheek van Israël: 987007551291705171
- Virtual International Authority File: 315530328